# Ecnomus androgeos
Ecnomus androgeos är en nattsländeart som beskrevs av Malicky 1997. Ecnomus androgeos ingår i släktet Ecnomus och familjen trattnattsländor. Inga underarter finns listade i Catalogue of Life.